# Johanneskirche (Zell)

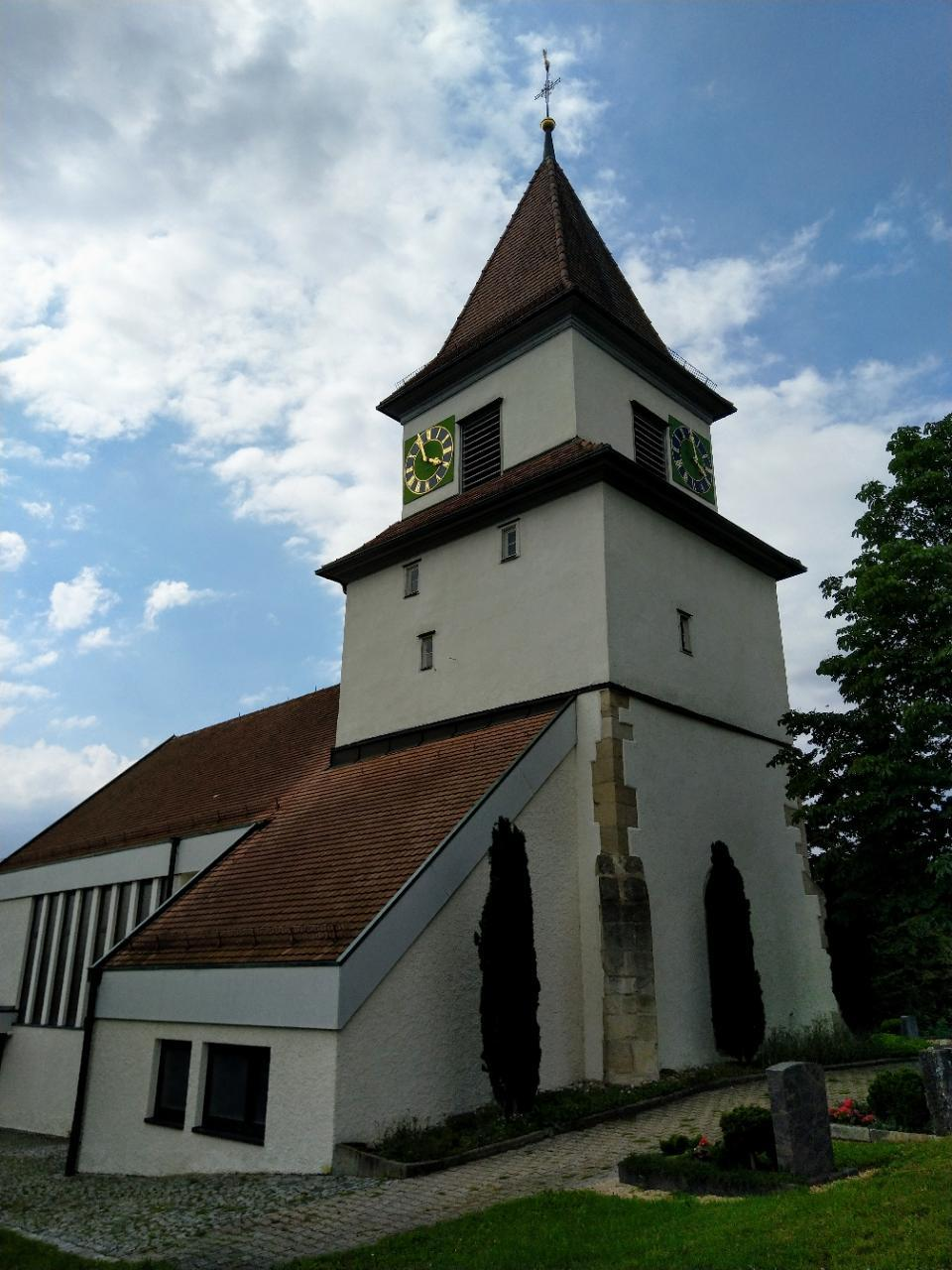
Johanneskirche in Zell

Die evangelische Johanneskirche ist die Pfarrkirche von Zell, einem Stadtteil von Esslingen am Neckar im Landkreis Esslingen von Baden-Württemberg. Das Bauwerk ist beim Landesamt für Denkmalpflege Baden-Württemberg als Baudenkmal eingetragen. Die Kirchengemeinde gehört zur Gesamtkirchengemeinde Esslingen im Kirchenbezirk Esslingen der Evangelischen Landeskirche in Württemberg.

## Beschreibung

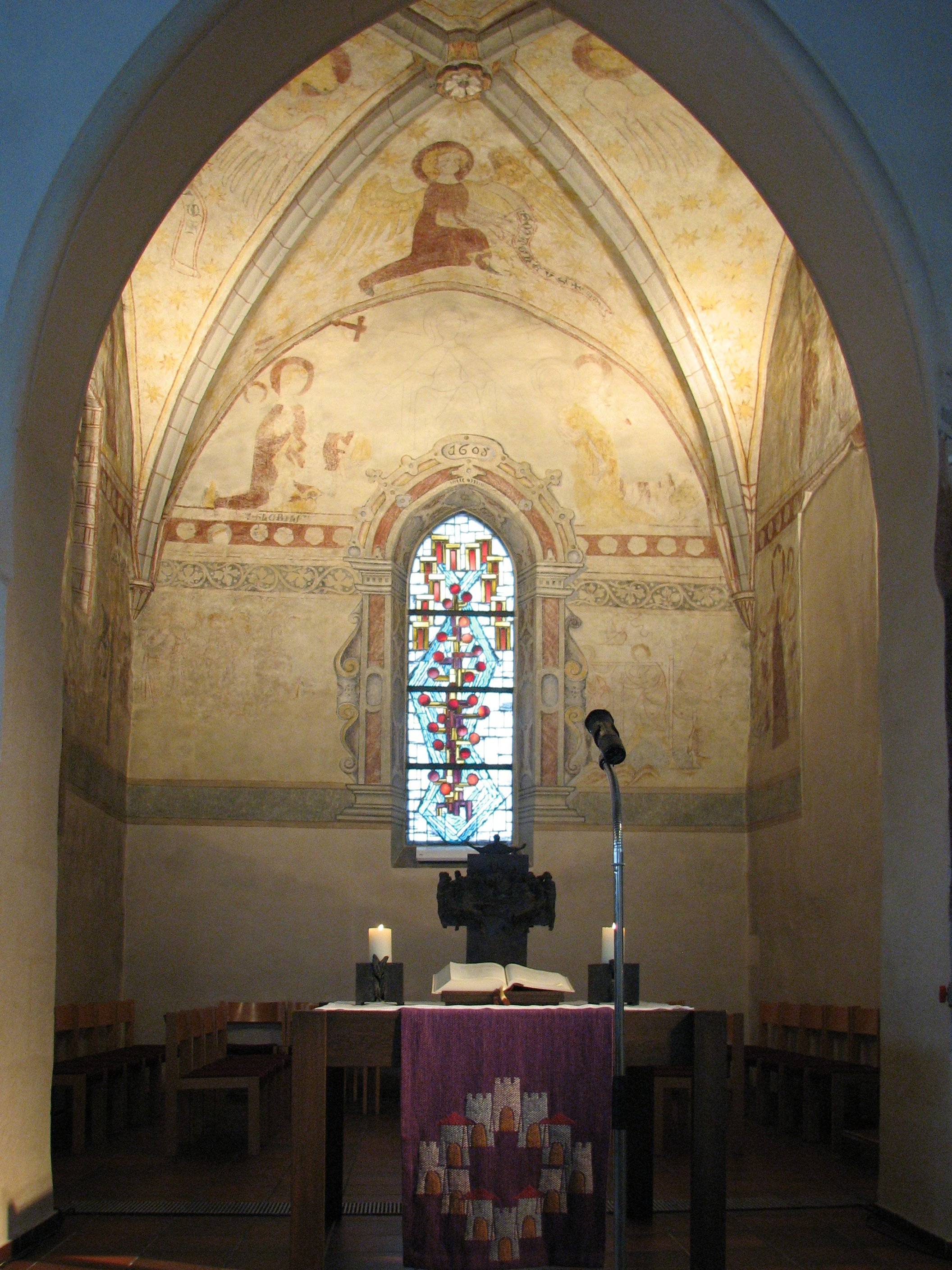
Chor

Im Kern blieb der spätromanische Chorturm auf längsrechteckigem Grundriss im Osten des 1975 gebauten Langhauses erhalten. Er wurde jedoch mit einem eingezogenen quadratischen Geschoss aufgestockt, das die Turmuhr und den Glockenstuhl mit drei Kirchenglocken beherbergt, und mit einem Pyramidendach bedeckt. Die Sakristei an der Südwand des Chorturms wurde zusammen mit dem Langhaus errichtet. Der Innenraum des Chors, also das Erdgeschoss des Chorturms, ist mit einem Kreuzrippengewölbe überspannt. In ihm wurden 1926 Wandmalereien freigelegt, deren Originale im 14. Jahrhundert übermalt wurden. Die Orgel wurde 1990 von Richard Rensch errichtet.